# Antenna logperiodica

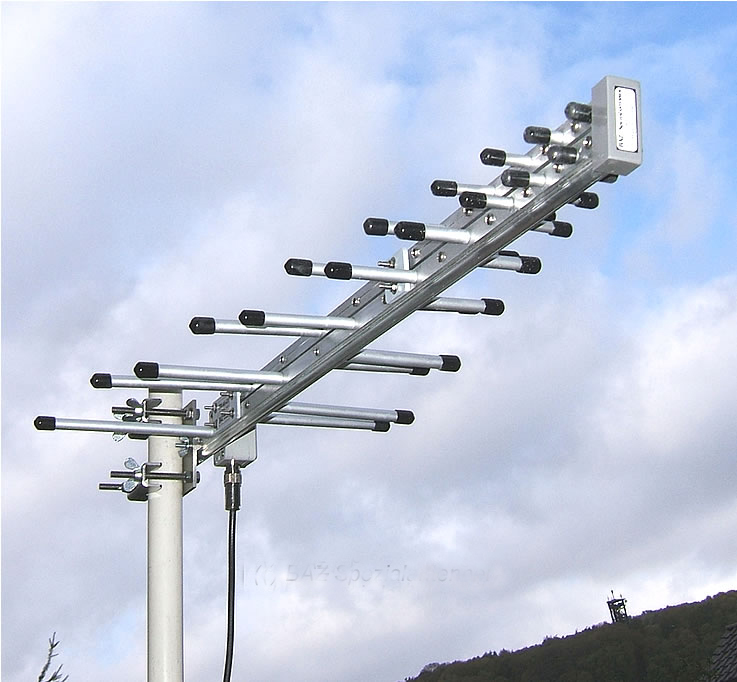
Esempio di antenna di tipo logperiodico.

Le antenne logaritmiche periodiche, o più brevemente logperiodiche sono antenne direzionali la cui lunghezza degli elementi (dipoli) varia secondo il logaritmo della frequenza. Sono fondamentalmente caratterizzate da una notevole banda passante e da un ottimo rapporto Avanti/Indietro.
Vista la vasta gamma di frequenza copribile da una singola unità, il guadagno rispetto al dipolo mezz'onda è in genere compreso fra lo 0 e i 10 decibel.
Utilizzate da oltre mezzo secolo in ambito militare, tanto in ricezione quanto in trasmissione, anche in doppia polarizzazione o in polarizzazione mista, hanno più recentemente ottenuto una larga applicazione e diffusione anche nel civile (sia in campo televisivo che in campo radioamatoriale). Esiste buona letteratura di settore, anche nazionale, fondata sia su studi di tipo puramente teorico che campionario a base statistica.